# Frederik Hercberg
Frederik Irvin Herzberg (engl. Frederick Irving Herzberg; Lin, 18. april 1923 — Solt Lejk Siti, 19. januar 2000) je američki psiholog koji je bio jedan od najuticajniih ličnosti u polju motivacije radnika.
Njegovi najpoznatiji doprinosi su Motivaciono-higijenska teorija i proces obogaćivanja radnog mesta. 

## Spoljašnje veze
- Gawel, Joseph E. Herzberg's Theory of Motivation and Maslow's Hierarchy of Needs Архивирано на веб-сајту  (2. фебруар 2009)